# Doble jornada

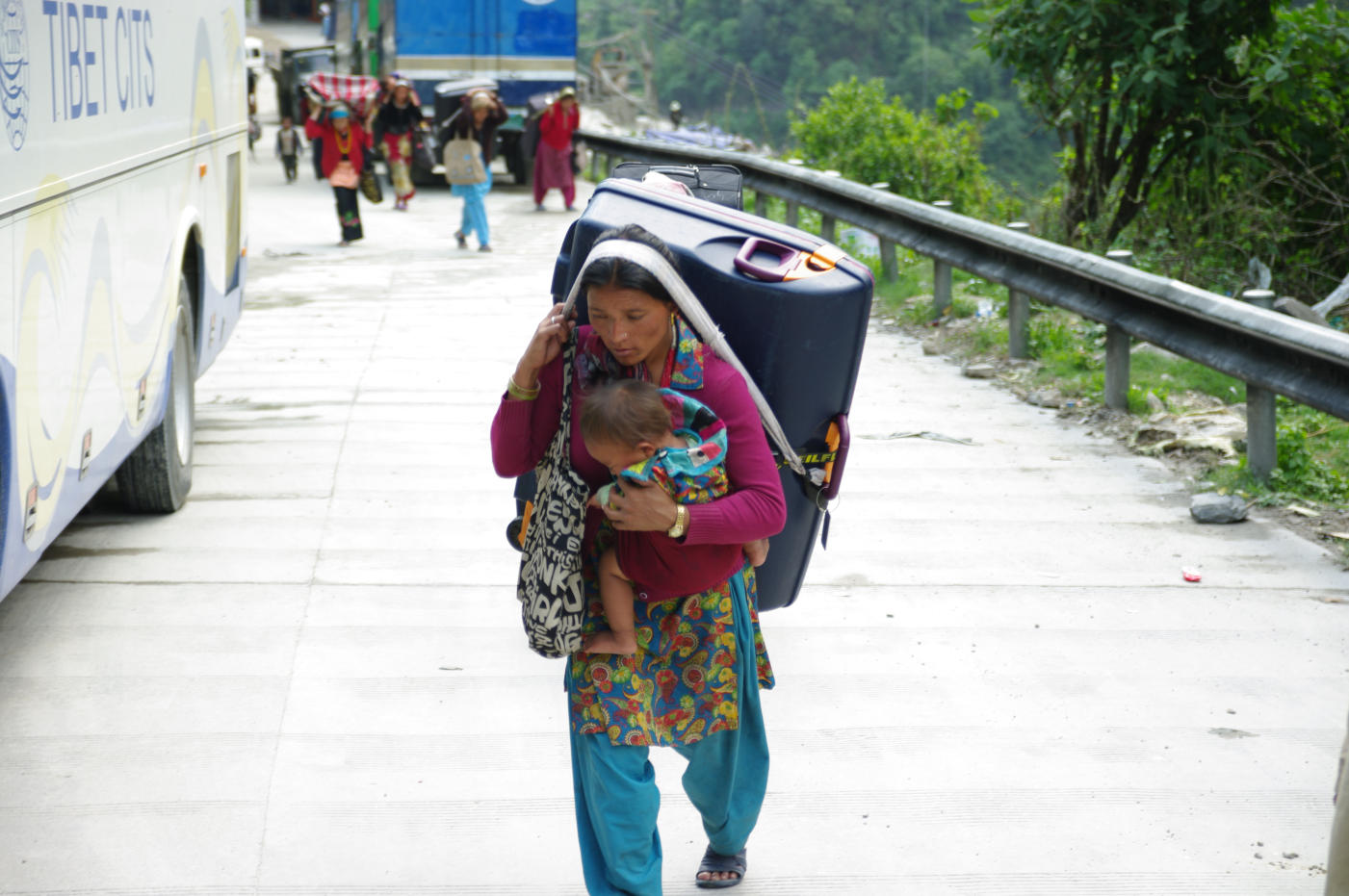
Una dona transporta el seu fill mentre carrega maletes al Nepal (2010).

La doble presència, doble càrrega o doble jornada és un terme que s'utilitza per descriure la càrrega de treball de les persones que tenen una feina remunerada, però que també són responsables de dur a terme quantitats significatives de treball domèstic no remunerat. En les parelles heterosexuals, on els dos membres tenen llocs de treball remunerats, sovint les dones passen molt més temps que els homes en tasques familiars com la cura dels fills o de familiars malalts. Aquest resultat està determinat en gran part pels rols de gènere tradicionals que han estat acceptats per la societat al llarg del temps. Les limitacions del mercat de treball també tenen un paper important a l'hora de determinar qui fa la major part del treball no remunerat.
La doble presència, en opinió de la sociòloga italiana Laura Balbo, que va utilitzar el terme per primer cop el 1978 en un article, és un fenomen que sorgeix en la modernitat tardana, i és per això un fenomen típic d'una societat basada en un capitalisme industrial, en el qual es dona una rígida separació d'espais, activitats i gèneres.

## La doble jornada en les dones
Aquesta doble presència té repercussions negatives en la salut física i mental de les dones que la pateixen, produint-los estrès, ansietat i insatisfacció, ja que sovint senten que al final no aconsegueixen assolir els seus objectius en cap de les seves múltiples facetes, com dones treballadores fora de casa i com a dones responsables dels treballs de la casa. La situació es complica encara més quan es té en compte que són les dones les que han de realitzar el treball reproductiu; d'aquesta manera, totes aquestes càrregues i responsabilitats fan que les dones vegin els seus drets i oportunitats laborals remunerables compromesos.
Aquest fenomen va ser descrit també com un "Segon Torn" en el llibre d'Arlie Hochschild de 1990 del mateix nom.
La incorporació laboral de la dona és la gran revolució social dels darrers temps. Però aquesta revolució comporta un dels reptes més grans per a la dona en el món contemporani: criar els fills i atendre la família sense deixar de ser una bona treballadora. Aquesta tasca no és gens fàcil en un món cada vegada més complex, en el qual els canvis van molt de pressa, i que moltes vegades els horaris del treball –encara ancorats en els models de l'era industrial– no acostumen a coincidir amb les necessitats de la llar.
La mare professional ha de respondre a les exigències de la seva feina sense oblidar el gran compromís que té amb la llar i els fills, que necessiten temps de qualitat, presència, diàleg, exigència i, fins i tot, «amplis» coneixements de les noves tecnologies. Aquí s'hi ha de sumar l'exigència de preparació i actualització permanents, així com criteris per afrontar realitats com la interculturalitat, la sostenibilitat, la globalització i xacres com les drogues o la pornografia infantil.
La doble jornada laboral de la dona en les mateixes vint-i-quatre hores que tothom, obeeix a diversos factors, dos d'ells de gran importància. D'una part, els models i horaris empresarials segueixen ancorats en l'era industrial i continuen regint-se per pautes gairebé exclusivament masculines –encara són una minoria les empreses que apliquen o que estan disposades a aplicar mesures a favor de la conciliació d'horaris.
Respecte de les empreses, la sociòloga Carmen Pérez Sánchez, ponent en el Sopar-col·loqui «Empresaris emprenedors», realitzat per" l'Àmbit Maria Corral" assegura que «per als joves professionals, especialment en les llars on treballen l’home i la dona, les tensions poden arribar a ser insostenibles. Per ara, el preu d’aquestes tensions es paga en l’àmbit domèstic i, sobretot, recau tant en l'estabilitat de la parella com en l'educació dels fills, amb efectes socials gravíssims a mig o llarg termini. Però aquesta tensió també pot arribar a afectar molt directament els resultats de l'empresa”.
Davant d'aquesta situació, cal un canvi en la cultura del treball que substitueixi durada per qualitat, perquè –com assegura la sociòloga Pérez Sánchez– «el model basat en la durada il·limitada de la jornada de treball era possible en aquell sistema que els experts anomenaven bread-winner («guanyador de pa»), que es basa en una distribució absolutament desigual del treball per gèneres: l'home, amb una disponibilitat absoluta per a l'empresa, i la dona, per al treball domèstic i familiar. Però, en la mesura que la dona s'incorpora al mercat del treball, i no només en feines de subalterns sinó també en altres que requereixen una formació que està superant en resultats a la dels homes, tant la tradicional disponibilitat dels uns com la de les altres, entra en crisi.»

### Ni una, ni dues: la triple jornada laboral de les dones
Quan les dones de les societats urbanes industrialitzades es van incorporar al mercat laboral, un fet que va representar un pas cabdal per aconseguir la seva emancipació, no va venir de la mà de la implicació dels homes al treball de cures i domèstic. Això ha provocat que, avui dia, la majoria de les dones duen a terme el treball productiu, socialment reconegut i remunerat, i, alhora, la major part del treball reproductiu, que engloba les cures i el desenvolupament de la vida, un treball que és invisible i no remunerat. Quan això succeeix, parlem de la doble jornada laboral.
Segons l'Organització Internacional del Treball, les dones duen a terme el 76,2% del treball reproductiu no remunerat, dedicant-li 3,2 vegades més temps que els homes. Actualment no hi ha cap país del món que tingui un repartiment igualitari de la feina reproductiva entre homes i dones. Els diferents treballs tenen lloc en diferents espais, dividits d'acord al model patriarcal en el qual vivim, i el seu accés sempre ha estat condicionat pel fet de ser home o dona, al marge de les aspiracions, capacitats o habilitats de les persones. Així, trobem que el treball productiu es desenvolupa a l'esfera publica, l'espai on succeeix la vida social, política, econòmica i laboral i, evidentment, un espai històricament reservat als homes. En canvi, el treball reproductiu es duu a terme a l'esfera domèstica, invisible per la societat i atribuïda a les dones, mantenint-les apartades dels individus que no formin part de la vida personal. Existeix també l'esfera privada, un espai de temps veritablement privat on els individus reflexionen, prenen decisions, es relaxen. Un espai que només et pertany a tu. Podria semblar que aquest espai és igual per a tothom, però en realitat és una dimensió que pertany principalment als homes, ja que, en el cas de les dones, el treball reproductiu absorbeix tot el temps que hauria d'estar destinat a l'individu en si mateix.
El concepte de la triple jornada apareix a principis de segle a l'Amèrica Llatina com una reivindicació del pes de les dones a la societat; les dones duien i duen a terme una tasca imprescindible en tota mena d'associacions de tipus social. Aquesta última activitat, de caràcter reproductiu, suposa una enorme inversió de temps i esforços durant els moments pertanyents a l'espai privat, però sense la seva implicació les associacions, claus per la millora del benestar social, no hagueren prosperat, de manera que destinaven els temps que els correspondria a elles a les seves comunitats. És a dir, cada dia realitzaven tres jornades laborals.
En el cas de les dones l'espai domèstic roba l'espai privat, i de vegades fins i tot l'espai públic, conduint les dones a acceptar treballs de jornada parcial, demanar reduccions de jornada o, fins i tot, rebutjar feines o ascensos. Això comporta remuneracions més baixes i discriminació salarial i laboral, les principals causes de la precarització laboral femenina a Europa. A més a més, la pèrdua de l'espai privat i la sobrecàrrega de feina provoquen greus problemes e n termes de salut física, psíquica i emocional a les dones: ansietat, insomni, depressió, estrès, hipertensió, migranya, trastorns digestius o dismenorrea, entre d'altres, són problemes habituals que en deriven, i afecten terriblement la qualitat de vida de les dones.

### Alternatives
Una alternativa és repensar els horaris laborals. En molts països, especialment en aquells no desenvolupats, es treballa moltes hores, però no s'assoleixen alts nivells de productivitat. Potser es podria intentar treballar menys però més coordinadament, i així, assolir més eficiència. A partir d'un estudi de la Generalitat de Catalunya sobre propostes d'intervenció per a la conciliació d'horaris familiars, escolars i laborals, en el qual va participar la sociòloga Pérez Sánchez, es proposen diverses mesures per aconseguir tres objectius primordials: «el primer és introduir en la cultura d’empresa el valor de la responsabilitat social, no entesa com una càrrega sinó com una oportunitat de futur; en segon lloc, cal afavorir mesures de conciliació d’horaris empresa-família en la perspectiva d’una correcta valoració dels costos i recursos humans i, finalment, s'ha de proposar un canvi en la cultura de treball que, amb la perspectiva de millorar productivitat, cerqui l'eficiència i no la disponibilitat il·limitada”.

#### Conciliació: de la teoria als fets
La definició de conciliar segons el Diccionari de l'Institut d'Estudis Catalans és posar d'acord persuasivament sobre un punt en litigi. O bé fer compatibles, sense violència, coses que semblen contradictòries. És possible conciliar la vida personal i familiar amb la vida laboral? La Dra.Cristina Sánchez Miret, professora de sociologia de la Universitat de Girona, i la sociòloga Núria Villena Tudela són les autores de l'estudi 'Conciliació i corresponsabilitat. Una perspectiva feminista', editat per la Fundació Josep Irla (2018). Una de les denúncies de la seva anàlisi és que “el treball de cura no té valor social, no es reconeix la seva importància i funció vital i invisibilitza que el fan les dones, perquè el fan les dones”.
Si mirem les xifres per fer un esbós general, veurem que fan el 93% de les feines de cura. Elles també són responsables del 63% de la feina no remunerada i del 70% de les feines domèstiques. Una altra dada significativa: el 96% de les jornades parcials les fan dones, així com el 83% dels permisos per cuidar algú i el 90% de les excedències ('Les condicions de vida i de treball de les dones', CCOO, 2019). La mesura estrella de la conciliació s'associa a la reducció de jornada, però això perjudica severament la posició de la dona al mercat laboral.
Això genera el que la sociòloga Marina Subirats defineix com “la doble motxilla”. La primera conseqüència és “la baixa natalitat”: les enquestes indiquen que les famílies “no tenen els fills que voldrien pels condicionants”. Ho corrobora Núria Vergés, professora lectora de sociologia a la Universitat de Barcelona: “Una de cada quatre dones no tindrà fills i tenim una de les natalitats més baixes del món” (1,3 i la mitjana d'edat del primer fill als 31, la més alta d'Europa).
Segons Subirats, com a societat “hem compartit l'espai remunerat, tradicionalment masculí, però no hem fet el moviment complementari de compartir el treball de cures”. El que abans, teòricament, es repartia en un 50%-50%, avui no és així, però continuen recaient en les dones la major part dels aspectes de la gestió familiar. Així, per exemple, segons lEnquesta de l'ús del temps de l'Idescat, el treball en l'àmbit domèstic a les famílies amb fills a càrrec es reparteix en 2,33 h de mitjana entre els homes per 5,08 h entre les dones.

#### Corresponsabilitat i/o reducció de jornada
Una altra opció, proposada i assajada pel pensador Alfred Rubio, és l'anomenada «dos per a un lloc». Aquest model suposa que dues persones comparteixin una mateixa responsabilitat laboral encara que no siguin exactament simètriques entre elles. Treballen coordinadament, de manera que una és la primera responsable i l'altra, «co cap». La corresponsabilitat entre ambdues suposa claredat en els objectius, una bona comunicació i capacitat per al treball en equip. Allà on s'ha posat en marxa ha donat bons resultats i ha suposat una llibertat més gran per a ambdues persones, alhora que un estímul al desenvolupament personal, tot i que la jornada laboral s'hagi vist reduïda.

#### Teletreball o empreses familiarment responsables
Cada vegada són més les empreses que desenvolupen un treball per a responsabilitats que no requereixen la presència física del treballador, que pot treballar des de casa i comunicar-se amb l'empresa a través d'internet. Però també cal un compromís més gran dels pares dins la casa, unes empreses familiarment responsables (family friendly) que assumeixin que els seus empleats tenen vida després de la feina, uns governs que practiquin polítiques de suport a la família –més guarderies i a preus raonables–, fins i tot uns cossos socials intermedis que juguin un important paper de conscienciació i sensibilització, i, per acabar, la mateixa família, que haurà de tenir en compte alguns criteris en l'educació dels fills per no perpetuar esquemes masclistes.